# لورانس نج
لورانس نج (بالصينية: 吳啟華) هو ممثل صيني، ولد في 19 مايو 1964 بهونغ كونغ في الصين.

## وصلات خارجية
- لورانس نج على موقع IMDb (الإنجليزية)
- لورانس نج على موقع ألو سيني (الفرنسية)
- لورانس نج على موقع قاعدة بيانات الفيلم (الإنجليزية)
- لورانس نج على موقع كينوبويسك (الروسية)